# Balgowan (Perth and Kinross)

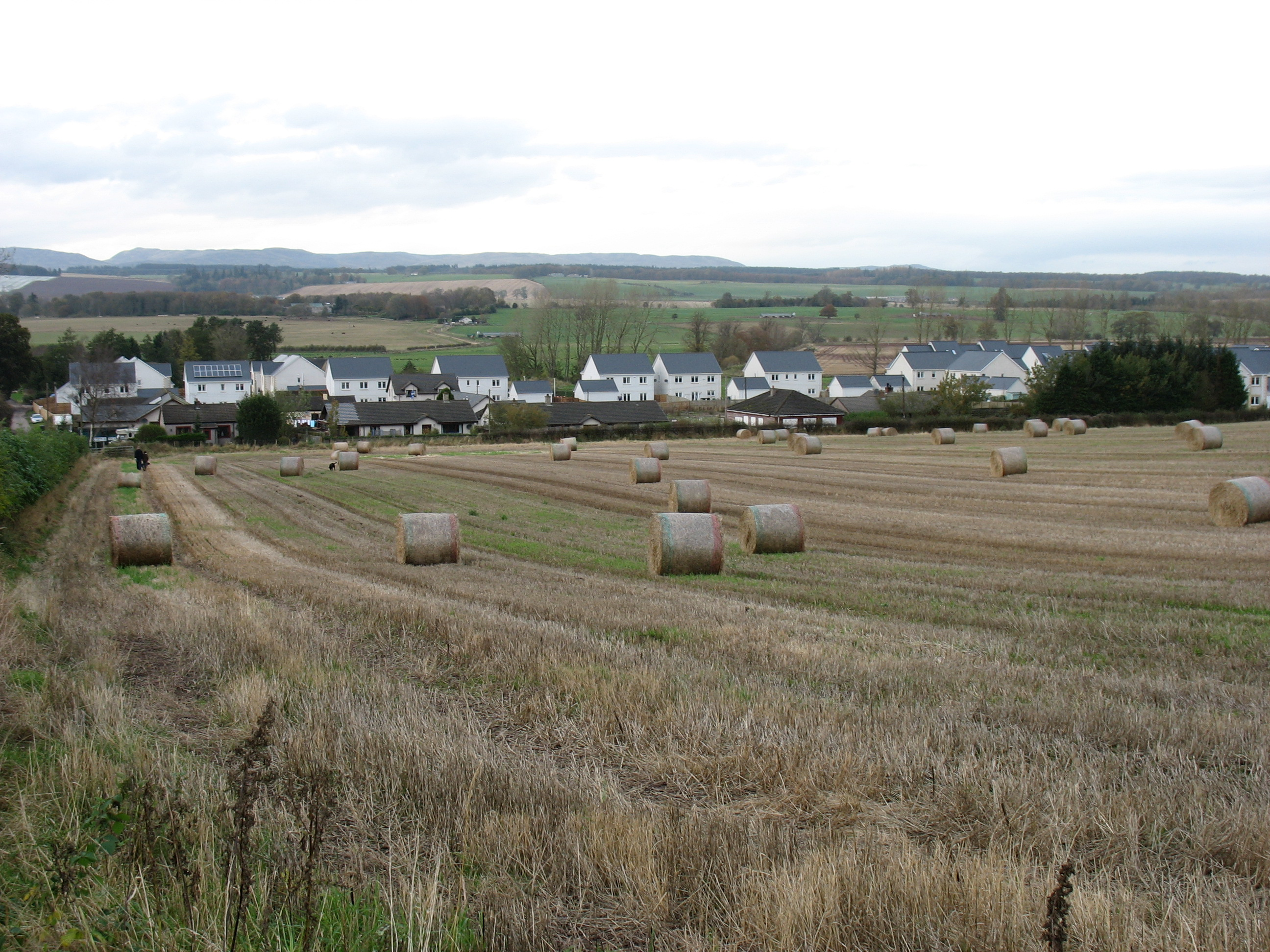
Blick auf den Ort

Balgowan ist eine kleine Ortschaft, die im Norden von Schottland zwischen Crieff im Westen und Perth im Osten in der Region Perth and Kinross liegt. Im Rahmen der historischen Gliederung Schottlands in Civil Parishes zählt es zu Findo Gask, das zu Perthshire gehörte.
Der Ort liegt in einem dünn besiedelten Raum. Im Norden verläuft das Flüsschen Pow Water, in das im Westen der Bach Cowgask Burn mündet.